# Глюкоза (певица)
Глюкоза, а также Glukoza и ранее Глюк’oZa (настоящее имя — Ната́лья Ильи́нична Чистяко́ва-Ио́нова; род. 7 июня 1986, Москва) — российская поп-певица, актриса кино и озвучивания, телеведущая.
Дебютный альбом певицы «Глюк’oZa Nostra» был признан лучшим альбомом 2004 года по версии премии «Рекордъ», а синглы «Невеста» и «Ненавижу» возглавили хит-парады России и Украины.
За время карьеры достигла популярности в СНГ и других странах Восточной Европы, является лауреатом многих российских и международных музыкальных наград, в том числе и премий «Звуковая дорожка», «Премия Муз-ТВ», «Золотой граммофон», «MTV Europe Music Awards» и фестиваля «Песня года».
В 2012 году приняла участие в конкурсе «Танцы со звёздами» и заняла первое место.

## Биография

### 1986—2000: детство и начало карьеры
Наталья Ильинична Ионова родилась 7 июня 1986 года в Москве. Некоторые источники называют местом рождения Сызрань, однако, по словам самой певицы и её PR-менеджера, это не соответствует действительности, а миф о Сызрани был частью PR-кампании Глюк’oZы и легенды по появлению новой артистки на музыкальном рынке.
Родители: Татьяна Михайловна Ионова (род. 25 апреля 1963) и Илья Ефимович Ионов (род. 22 июня 1960). В одних интервью Наталья утверждала, что они оба по профессии программисты, в других — что отец инженер-конструктор, а мать — выпускница ПТУ со специальностью «продавец-контролёр-кассир». Старшая сестра, Александра Сидорова, — повар-кондитер. Бабушка — Лидия Михайловна (18 февраля 1931 — лето 2024). Прапрадед — ремесленник Кирилл Афанасьевич Ионов.
Помню, в школе я старалась выделиться из толпы при помощи нереально синего цвета век и огромных ресниц, из-за которых и глаз-то не было видно. Выгоняли из класса, требовали «смыть это безобразие» — ничего не помогало <...> Я чувствовала потребность сильно краситься, маскировать недостатки, гипертрофировать достоинства.
В 1993 году, в возрасте семи лет, поступила в музыкальную школу по классу фортепиано, но бросила её уже через год. В детстве посещала много школьных кружков, от шахмат до балета. В московской средней школе № 308 Наталья проучилась до 9 класса.
В возрасте 11 лет прошла прослушивание для участия в детском тележурнале «Ералаш» на Первом канале. На протяжении последующих лет участвовала в нескольких сериях тележурнала, в том числе «Поганки» 1997 года. В серию «Неприятное известие» Наталью утвердили без кастинга.
В 1999 году Наталья снималась в фильме Владимира Аленикова «Война Принцессы» (вышедшем в итоге в двух версиях — «Война Принцессы» и «Триумф»), в котором её утвердили на главную роль — Принцессы. Незадолго до съемок Наталья постриглась под мальчика, в связи с чем режиссёр снял её с роли, и она сыграла в картине другого персонажа. На съёмках этого проекта Наталья познакомилась с музыкальным продюсером Максимом Фадеевым. Он «выдернул» Наталью в тот момент, когда она начала нюхать клей и пить портвейн.

### 2001—2005:Глюк’oZa NostraиМосква
В 2001 году перешла на дневное отделение московской вечерней школы № 17, в которой окончила 10 и 11 классы. В том же году снялась в музыкальном клипе группы 7Б «Молодые ветра». Продюсер Максим Фадеев придумал новый проект с простой музыкальной формой и «мультяшным» голосом. Первый сингл проекта, «Шуга», он сочинил на детском синтезаторе своего сына Саввы, вспоминая об услышанной в детстве мелодии шарманки. Затем Фадеев сочинил «Ненавижу», «Малыш», «Невеста» и через месяц вручил Александру Кушниру промо-версии первых пяти композиций. В этот макси-сингл вошли «Глюкоза nostra», «Аста ла виста», «Малыш», «Невеста» и «Шуга». На пробных демозаписях пели сам продюсер и его супруга. В апреле из Праги по российским радио-станциям был разослан первый сингл альбома «Шуга», но в эфире было отказано. Позднее в пресс-релизе продюсерский центр указал, что сингл «Шуга» не заметили на радио «из-за предновогодней суеты». Поэтому анимационный клип на дебютный сингл решили не выпускать, а переделать под второй сингл «Ненавижу». Образ Глюкозы в клипах — девочка с хвостиками и в очках — был создан в студии «Муха» в Уфе при участии Максима Фадеева. Только после создания концепта анимационного персонажа Наталья Ионова была приглашена Максимом Фадеевым в проект.
В 2002 году Наталья участвовала в массовке музыкального клипа Юрия Шатунова «Детство». Летом 2002 года Фадеев закончил работу над дебютным альбомом Натальи. Генеральный директор звукозаписывающей компании «Монолит» Юрий Слюсарь услышал от региональных партнёров о невероятном успехе песни «Шуга». Спустя несколько месяцев Слюсарь встретился с Фадеевым. В марте 2003 года с лейблом был подписан контракт о выпуске дебютного альбома Глюк’oZы. Для продвижения артистки была придумана легенда появления проекта, которая гласила, что Наталья записала и опубликовала песню «Шуга» совместно с семьёй в интернете. По легенде, продюсер нашёл трек и связался с ней для сотрудничества. Фадеев в пресс-релизе назвал себя саунд-продюсером. По этой же легенде, виртуальный образ Глюкозы был придуман, потому что Наталья заявила: «На гастроли ездить не собираюсь, мелькать на обложках глянцевых журналов — нафиг надо? Все эти интервью, эфиры — мишура! Я живу в Сети!».
27 мая 2003 года в свет вышел дебютный альбом Глюкозы под названием «Глюк’oZa Nostra», в который вошли десять песен. В июне публика смогла увидеть Глюк’oZу во время финального концерта «Фабрика звёзд», продюсером которой был Фадеев. В сентябре мировой гастрольный тур «Глюк’oZa Nostra» Наталья начала с Комсомольска-на-Амуре. Чтобы Глюк’oZa не сорвалась во время гастролей, Фадеев нанял в качестве администратора женщину-офицера ФСБ, которая находилась рядом с артисткой на протяжении всего тура.
Песни Глюкозы занимали первые места в национальных хит-парадах, а сама певица была удостоена многочисленных музыкальных премий. Анимационная Глюк’oZа стала персонажем года интернет-портала Rambler в 2003 году.
Второй альбом «Москва», вышедший в 2005 году, включал 10 песен и видеоклип на песню «Швайне».
Оба альбома были успешными, а песни с них по сегодняшний день в ротации радиостанций. После замужества Наталья ненадолго покинула сцену.

### 2006—2007: свадьба и разрыв с Monolit
8 мая 2006 года в связи с обручением Глюк’oZa выпустила сингл «Свадьба» (автор М. Фадеев). 16 июня Наталья вышла замуж за бизнесмена Александра Чистякова (род. 25 января 1973), совладельца нефтяной компании Ruspetro, бывшего топ-менеджера ОАО «ФСК ЕЭС». В сентябре в подмосковной усадьбе «Суханово» проходили съёмки остросюжетной комедии «Руд и Сэм», в которой Наталья играла одну из главных ролей.
На основе идеи проекта в 2007 году компания GFI Russia выпустила компьютерную игру, персонажами которой являются члены группы: «Глюк’Oza: Action!», а 11 октября — вторую игру, «Глюк’Oza: Зубастая ферма». В октябре Наталья объявила о разрыве контракта с музыкальным лейблом «Монолит». Компания заявила, что права на песни и псевдоним остаются у лейбла. 15 ноября ожидалось объявление новой солистки группы.
17 ноября на студии им. Довженко режиссёр Алан Бадоев начал снимать эпизоды для первого сингла, «Бабочки», из третьего альбома. 27 ноября прошла премьера фильм режиссёра Григора Гярдушяна «Руд и Сэм». 3 декабря сингл «Бабочки» появился на радио. В конце года Наталья вернулась к музыкальной деятельности и открыла с Фадеевым компанию «Глюкоза Продакшн».

### 2008—2011:Транс-ФОРМА
Весной 2008 года вышла песня «Танцуй, Россия!». На июнь были назначены съёмки второй части фильма «Руд и Сэм» в Париже, но по неизвестным причинам производство отменили. В июле на фестивале «Новая волна 2008» в Юрмале, проходившем в концертном зале «Дзинтари», певица представила новую композицию «Сицилия», записанную дуэтом с М. Фадеевым. В октябре открылся новый официальный сайт певицы — www.gluk.ru. В конце года в ротацию музыкальных телеканалов попал клип «Дочка». В новом анимационном видео появилась обновлённая Глюк’oZa, а также маленькая Глю, прототипом которой стала полуторагодовалая дочь Натальи Лида. По сюжету ролика, отважные блондинки спасают Землю от инопланетных захватчиков.
В 2008 году вышла книга «Глюкоza и принц вампиров» (автор Анна Гурова).
Летом 2009 года вышел новый сингл «Деньги», ставший, по словам певицы, «жирной запятой» в её творчестве. Осенью Наталья заявила о смене имиджа. Джинсы, майки, массивные ботинки, а также песни, выполненные в юмористическом ключе, остались в прошлом. Поклонники увидели новую Глюк’oZу — женственную, волнующую, повзрослевшую.
В марте 2010 года состоялась премьера песни «Вот такая любовь». Летом певица сняла клип на песню «High sign». Её для Глюк’oZы написали немецкие авторы. Русскоязычная версия этой песни — «Взмах», текст мужа Натальи, Александра Чистякова. Осенью Глюк’oZа сняла клип на песню «Как в детстве». 31 января 2011 года на музыкальном портале tophit.ru состоялась премьера песни «Hign sign». В феврале вышел клип на песню «Взмах». 18 апреля вышел в свет сингл «Хочу мужчину (Сука Гага)». Автором слов к композиции также стал Александр Чистяков. В апреле в клубе «Б2» состоялся сольный концерт Глюк’oZы под названием «NOWБой». Там же было представлено её шоу, снятое в формате 3D.
30 мая в ротацию музыкальных телеканалов попал клип на песню «Хочу мужчину». В главной мужской роли снялся Тимур Батрутдинов.
В июне официальный сайт певицы изменил адрес на www.glukoza.com.
В июле в ротацию радиостанций попал ремикс на песню «Хочу мужчину», сделанный диджеями DFM.
10 сентября на «Русском радио» состоялась премьера песни «Следы слёз», текст которой написала сама Глюк’oZa. Автором музыки стал Артём Фадеев. 6 октября Глюк’oZa выпустила клип «Следы слёз», который рассказывает, с чего начиналась история мультяшной девочки Глю с доберманом. 18 октября была объявлено, что новый альбом будет называться «Транс-ФОРМА». В октябре в продажу поступили Blu-ray и DVD с концертной программой под названием «NOWБОЙ». Исключительность концерта в том, что впервые в истории российской музыки зрители смогли увидеть не обычное шоу, а выступление в формате 3D. Помимо старых хитов, в программу вошли новые композиции из альбома «Транс-ФОРМА». 10 ноября 2011 года альбом вышел в свет. В альбом вошли как абсолютно новые, так и уже известные песни «Взмах», «Вот такая любовь», «Следы слёз», «Танцуй, Россия», «Бабочки», «Хочу мужчину» и «Дочка». Также на диске представлены композиции «Наигрались», «Мой порок», «Фрик», «Выстрел в спину», «Как в детстве» и четыре англоязычных трека — Sugar, High Sign, Schweine и Forget you not. Название Транс-ФОРМА Глюкоза придумала вместе с поклонниками.

 Я уже говорила, что старой Глюкозы больше не будет, я меняюсь — трансформируюсь. Музыка тоже меняется. На этом альбоме есть и известные всем песни, есть и то, что я считаю новым направлением в моей музыкальной карьере — танцевальный и более дерзкий звук. Достаточно много электроники. Есть поп-панк «Выстрел в спину», есть R’n’B «Вот такая любовь», электронный дэнс «Фрик» и «Наигрались». Музыку написали несколько композиторов: Макс Фадеев, Артём Фадеев, Гюнтер Граф. Аранжировки тоже очень разные. Получилось, по-моему, интересно. А девиз для альбома я подслушала у Beyonce — Who run the world? Girls! Или в моей интерпретации: «Девки рулят!».
Глюкоза призналась, что новый альбом преподнесёт её с новой стороны:

 «Видимо, карма у Глюкозы такая. Я началась с мультика и без подруги не могу. Та девчонка была выражением меня и моего характера тогда. Мы полностью совпадали с ото́рвой-мультяшкой все 10 лет совместной жизни. А обновлённого робота мы называем Кибер Глю. И это не робот-домохозяйка, а девушка сегодняшнего дня — дерзкая, сексуальная и наэлектризованная, крепкие формы, железные нервы, связь с „паутиной“ и открытый взгляд… Всё это мне вполне по душе и совпадает с моими ощущениями и тем, как я хочу себя видеть. Мне кажется, каждая молодая женщина хочет себя ощущать именно так. Кибер Глю станет символом моего нового альбома Транс-ФОРМА и скоро появится со мной в клипах. Но просто анимационных клипов больше не будет. Будем жить и крушить по-настоящему».
24 ноября 2011 года после долгого отсутствия певицы на сцене состоялась открытая презентация-концерт, на которой Глюк’oZa исполнила уже полюбившиеся хиты, а также совершенно новые треки из нового альбома «Транс-ФОРМА».

### 2012—2015
В январе 2012 года состоялась премьера клипа последнего сингла с альбома «Мой порок» на видеоканале ELLO в YouTube.
В марте 2012 года Глюк’oZa открыла в новом терминале международного аэропорта «Внуково» скульптуру в виде собаки. Арт-объект является совместным подарком семьи Чистяковых-Ионовых и американского скульптора Ромеро Бритто. Собака по кличке Buddy стала символом переродившегося аэропорта «Внуково».
Весной 2012 года в ротацию радиостанций попадает трек под названием «Ко$ка». 18 апреля 2012 года в Киеве Глюк’oZa презентует клип на эту песню. Режиссёром клипа выступил Алан Бадоев. Авторами текста являются Наталья и её муж Александр Чистяков, а над музыкой работал Артем Фадеев. 23 сентября 2012 года Глюк’oZa выпускает сингл под названием «Возьми меня за руку». Автором музыки и слов является Макс Фадеев. В ноябре Наталья презентует видеоклип на этот сингл. Режиссёром является Макс Фадеев.
Осенью 2012 года Глюк’оZа приняла участие в седьмом сезоне шоу «Танцы со звездами» на телеканале «Россия-1». 24 декабря Наталья и Евгений Папунаишвили стали победителями седьмого сезона телепроекта «Танцы со звездами».
В конце 2012 года Глюк’oZa приняла участие в съёмках новогоднего концерта для Первого канала «Новогодняя ночь на Первом», где выступила со своим синглом «Танцуй, Россия!!!» с певицами Юлией Ковальчук, Юлией Савичевой и Сати Казановой.
21 мая 2013 года на телепередаче «Вечерний Ургант» Смоки Мо совместно с Глюк’oZой презентует сингл «Бабочки» со своего альбома «Младший».

### С 2015
В июле 2017 года Глюк’оZа впервые приняла участие в международном музыкальном фестивале «Жара» в Баку, где исполнила хит «Танцуй, Россия!». Также приняла участие в творческих вечерах, исполнив свои версии на песни «Прости, поверь» Аллы Пугачёвой, «Она» (точнее, «Он» ввиду исполнения женщиной) Григория Лепса, «Луна, луна» Софии Ротару. Танцевальная версия песни «Луна, луна» была выпущена отдельным синглом. 15 мая 2017 года вышел сингл «Пахну лишь тобой» совместно с группой Artik & Asti. Автором слов и музыки выступил Artik (Артём Умрихин). 26 июля 2017 года был представлен клип на песню (режиссёр стал Макс Китаев; съёмки проходили в московском отеле СтандArt).
17 августа в прокат вышел фильм «Бабушка лёгкого поведения» режиссёра Марюса Вайсберга, где Наталья сыграла одну из главных ролей — Любы.
7 ноября певица выпустила свой новый сингл и клип на него «Таю». Клип-антиутопия «Таю» повествует о мимолетности и хрупкости счастья и о том, что мы всегда можем к нему вернуться в наших мечтах на пути к новому счастью. Наталья сама выступила сценаристом клипа. Режиссёром клипа стал Роман Прыгунов, известный по фильму «Духless». Съёмки проходили в Санкт-Петербурге в октябре 2017 года. В 2019 году вышел сериал «Мёртвое озеро», саундтреком которого послужила песня «Таю».
17 мая 2018 года вышел совместный трек «Жу-жу» и анимационный клип на него Глюк’oZы и группы «Ленинград». Работа над песней велась почти год от записи песни на студии Сергея Шнурова в Санкт-Петербурге до отрисовки клипа. Для режиссёра Ильи Найшуллера клип стал первой анимационной работой.
В 2021 году стала специальным гостем в шоу «Маска» на НТВ в образе Слоника.
11 июня 2021 года вышел анимационный клип на трек «Мотыльки» совместно с Kyivstoner. Съёмками видео занимался режиссёр-аниматор Алексей Бовкун. Ролик снят в мультипликационном жанре. Его сюжет продолжает историю, начатую в 2018 году в совместном клипе Глюк’оZы и группы Ленинград «Жу-жу».
28 декабря 2023 года стало известно про отзыв права дальнейшего использования этого сценического псевдонима у певицы со стороны продюсера за участие в «почти голой» вечеринке. Максим Фадеев заявил, что возобновляет проект «Глюк’oZa» с другой солисткой, но «с изначальной концепцией» (имея ввиду стиль альбомов «Глюк’oZa Nostra» и «Москва»). 19 апреля 2024 года вышел первый сингл нового проекта — «Мыши». Тем не менее Наталья Чистякова-Ионова продолжала использовать псевдоним Глюк’oZa. 12 апреля 2024 года у неё вышел новый сингл «Хулиганка».
17 сентября 2024 года представила новый творческий псевдоним Glukoza вместе с тизером новой песни «Ветер».

## Другая деятельность
В январе 2008 года становится соавтором, а после ведущей программы «Детские шалости» на СТС. Весной 2009 года контракт на съёмки в программе «Детские шалости» на СТС был продлён.
Озвучила первые четыре игры из серии игр о Нэнси Дрю, вышедшие в России: «Проклятье поместья Блэкмур», «Тайна ранчо теней», «Секрет старинных часов», «Последний поезд в Лунное ущелье».
В марте 2009 года на широкие экраны выходит мультфильм «Монстры против пришельцев», главную роль в котором — роль Гигантики (Сюзан Мёрфи) — озвучила Наталья, для которой это стало первым опытом дубляжа мультфильма.
В 2012 году стала победительницей 7-го сезона шоу «Танцы со звёздами» в паре с Евгением Папунаишвили.

## Скандалы
В 2020 году певица прилетела из Минска в киевский аэропорт «Борисполь», в ходе беседы пограничник задал вопрос: «Как вы относитесь к оккупации Крыма?». Она ответила, что не имеет к этому никакого отношения, однако для неё возможность посещения Украины намного важнее политики. Пограничник переспросил: «Считаете ли вы Крым украинским?» На это певица ответила: «Крым украинский». В итоге ей запретили въезд в страну до 2023 года по причине неоднократного посещения Крыма с нарушением государственной границы Украины.
20 июля 2024 года в Красноярске в ходе концерта на День металлурга Наталья Чистякова-Ионова провела концерт для работников металлургической промышленности. По свидетельствам зрителей, певица пела под фонограмму, возможно находясь под сильным воздействием алкоголя или наркотиков, использовала нецензурную брань и вела себя неадекватно. Ситуацию осудил продюсер Максим Фадеев, работавший с Ионовой, который запланировал подачу иска в суд на запрет использования псевдонима «Глюк’oZa», а также исполнения песен. Также подан иск от организаторов концерта.
В октябре 2024 года была задержана в аэропорту «Шереметьево» в состоянии наркотического опьянения(что певица многократно отрицала в интервью, ссылаясь на побочный эффект от ее антидепрессантов) и была обвинена по первой части статьи 6.9 КоАП РФ за «потребление наркотических средств или психотропных веществ без назначения врача либо новых потенциально опасных психоактивных веществ». По итогу суд приговорил певицу к административному наказанию и оштрафовал её на 5000 рублей, хотя из предоставленного видеоматериала не было однозначно очевидно, находилась-ли певица в состоянии наркотического опьянения на момент задержания.

## Личная жизнь
16 июня 2006 года Ионова вышла замуж за бизнесмена Александра Чистякова (род. 25 января 1973). У пары есть две дочери:
Лидия Чистякова (родилась 8 мая 2007 года). Певица, выступает под псевдонимом Ray! (ранее — Lidus).
Вера Чистякова (родилась 8 сентября 2011 года).
Сын Чистякова от первого брака — Александр.
В 2016 году Чистяковы стали победителями премии журнала «ОК!» в номинации «Пара десятилетия».

## Дискография

### Студийные альбомы
| Альбом            | Дата релиза    | Формат                  | Лейбл                                          | Продажи         |
| ----------------- | -------------- | ----------------------- | ---------------------------------------------- | --------------- |
| «Глюк'oZa Nostra» | 27 мая 2003    | Кассета                 | Монолит, Intervid, Stella, Music Factory Group | 1 400 000 копий |
| «Глюк'oZa Nostra» | 27 мая 2003    | CD                      | Монолит, Intervid, Stella, Music Factory Group | 1 400 000 копий |
| «Глюк'oZa Nostra» | 27 мая 2003    | CD (подарочное издание) | Монолит, Intervid, Stella, Music Factory Group | 1 400 000 копий |
| «Глюк'oZa Nostra» | 27 мая 2003    | Цифровая дистрибуция    | Монолит, Intervid, Stella, Music Factory Group | 1 400 000 копий |
| «Москва»          | 9 июня 2005    | Кассета                 | Монолит, Real Records, Драйв                   | —               |
| «Москва»          | 9 июня 2005    | CD                      | Монолит, Real Records, Драйв                   | —               |
| «Москва»          | 9 июня 2005    | CD («Союз» издание)     | Монолит, Real Records, Драйв                   | —               |
| «Москва»          | 9 июня 2005    | CD (подарочное издание) | Монолит, Real Records, Драйв                   | —               |
| «Москва»          | 9 июня 2005    | Цифровая дистрибуция    | Монолит, Real Records, Драйв                   | —               |
| «Транс-форма»     | 10 ноября 2011 | Цифровая дистрибуция    | Glukoza Production, Мистерия звука, Монолит    | —               |
| «Транс-форма»     | 10 ноября 2011 | CD                      | Glukoza Production, Мистерия звука, Монолит    | —               |
| «Транс-форма»     | 10 ноября 2011 | CD (Digipack)           | Glukoza Production, Мистерия звука, Монолит    | —               |
| Harmony           | 11 апреля 2025 | Цифровая дистрибуция    | Glukoza, Zion Music                            | —               |

### Сборники
- Лучшие песни (2008)

### Официальные синглы
| Название                                       | Альбом                                            | Дата релиза      |
| ---------------------------------------------- | ------------------------------------------------- | ---------------- |
| «Ненавижу»                                     | Глюк'oZa Nostra                                   | Ноябрь 2002      |
| «Невеста»                                      | Глюк'oZa Nostra                                   | Март 2003        |
| «Малыш»                                        | Глюк'oZa Nostra                                   | Июнь 2003        |
| «Жениха хотела» (feat. Верка Сердючка)         | Жениха хотела. Неизданное (альбом Верки Сердючки) | 29 марта 2004    |
| «Ой-ой»                                        | Москва                                            | 8 июня 2004      |
| «Снег идёт»                                    | Москва                                            | 12 ноября 2004   |
| «Швайне»                                       | Москва                                            | 2 мая 2005       |
| «Москва»                                       | Москва                                            | 10 октября 2005  |
| «Свадьба»                                      | Лучшие песни                                      | 8 мая 2006       |
| «Бабочки»                                      | Транс-форма                                       | 3 декабря 2007   |
| «Танцуй, Россия!!!»                            | Транс-форма                                       | 2 июня 2008      |
| «Дочка»                                        | Транс-форма                                       | 17 ноября 2008   |
| «Вот такая любовь»                             | Транс-форма                                       | 29 марта 2010    |
| «Взмах»                                        | Транс-форма                                       | 31 января 2011   |
| «Мой порок»                                    | Транс-форма                                       | 10 ноября 2011   |
| «Возьми меня за руку»                          | без альбома                                       | 24 сентября 2012 |
| «Бабочки» (feat. Смоки Мо)                     | Младший (альбом Смоки Мо)                         | 17 мая 2013      |
| «Хочешь сделать мне больно?»                   | без альбома                                       | 31 августа 2013  |
| «Зачем»                                        | без альбома                                       | 7 июня 2014      |
| «Пой мне, ветер»                               | без альбома                                       | 10 июля 2015     |
| «Согрей»                                       | без альбома                                       | 16 ноября 2015   |
| «Я буду тайною»                                | без альбома                                       | 7 июня 2016      |
| «Пахну лишь тобой» (feat. Artik & Asti)        | без альбома                                       | 15 мая 2017      |
| «Луна-луна»                                    | без альбома                                       | 5 сентября 2017  |
| «Таю»                                          | без альбома                                       | 8 ноября 2017    |
| «Таю (Dance Remix)»                            | без альбома                                       | 26 декабря 2017  |
| «Жу-жу» (feat. «Ленинград» & ST)               | без альбома                                       | 18 мая 2018      |
| «Жу-жу (Family Edit)» (feat. «Ленинград» & ST) | без альбома                                       | 25 мая 2018      |
| «Фэн-шуй»                                      | без альбома                                       | 13 декабря 2018  |
| «Улетай» (feat. Natan)                         | без альбома                                       | 11 ноября 2019   |
| «Танцевач»                                     | без альбома                                       | 22 ноября 2019   |
| «Заноза»                                       | без альбома                                       | 16 апреля 2020   |
| «Мурашки»                                      | без альбома                                       | 31 июля 2020     |
| «Фан»                                          | без альбома                                       | 3 декабря 2020   |
| «Третье кольцо» (feat. Subo)                   | без альбома                                       | 24 февраля 2021  |
| «Мотыльки» (feat. Kyivstoner)                  | без альбома                                       | 11 июня 2021     |
| «Пина колада»                                  | без альбома                                       | 3 сентября 2021  |
| «Руки-бёдра»                                   | без альбома                                       | 3 декабря 2021   |
| «Ebobo (Inspired by Little Big)»               | без альбома                                       | 11 февраля 2022  |
| «Да-ди-дам»                                    | без альбома                                       | 1 апреля 2022    |
| «Пати экзотика»                                | без альбома                                       | 20 мая 2022      |
| «Шиза»                                         | без альбома                                       | 19 августа 2022  |
| «Антистресс»                                   | без альбома                                       | 18 ноября 2022   |
| «Давай женицца»                                | без альбома                                       | 3 марта 2023     |
| «Спам»                                         | без альбома                                       | 16 июня 2023     |
| «Взлом» (feat. Toxi$)                          | без альбома                                       | 18 августа 2023  |
| «Me» (feat. Legroni)                           | без альбома                                       | 15 января 2024   |
| «Хулиганка»                                    | без альбома                                       | 12 апреля 2024   |
| «Просекко»                                     | без альбома                                       | 11 июня 2024     |
| «Ветер»                                        | без альбома                                       | 27 сентября 2024 |
| «Snake»                                        | без альбома                                       | 1 ноября 2024    |
| «Aura»                                         | Harmony                                           | 6 декабря 2024   |
| «Frost»                                        | Harmony                                           | 25 февраля 2025  |

### Промосинглы
| Название                                              | Альбом                               | Дата релиза      |
| ----------------------------------------------------- | ------------------------------------ | ---------------- |
| «Шуга»                                                | Глюк'oZa Nostra                      | Апрель 2002      |
| «Глюк’oZa Nostra»                                     | Глюк'oZa Nostra                      | 17 ноября 2003   |
| «Карина»                                              | Москва                               | 18 сентября 2003 |
| «Юра»                                                 | Москва                               | 20 июня 2005     |
| «Schweine (Eins, Zwei, Drei…)»                        | Транс-форма                          | 23 декабря 2005  |
| «Звезда»                                              | Кука (OST)                           | 22 сентября 2006 |
| «Сашок»                                               | без альбома                          | 23 октября 2006  |
| «Сицилия» (feat. Макс Фадеев)                         | без альбома                          | 18 августа 2008  |
| «Звезда» (feat. Юлия Савичева, Макс Фадеев & Serebro) | Сердцебиение (альбом Юлии Савичевой) | 11 мая 2009      |
| «Деньги»                                              | без альбома                          | 17 августа 2009  |
| «Как в детстве»                                       | Транс-форма                          | 15 ноября 2010   |
| «High Sign»                                           | Транс-форма                          | 31 января 2011   |
| «Хочу мужчину (Сука Гага)»                            | Транс-форма                          | 18 апреля 2011   |
| «Следы слёз»                                          | Транс-форма                          | 12 сентября 2011 |
| «Ко$ка»                                               | без альбома                          | 21 апреля 2012   |
| «Мурашки» (feat. Slim)                                | Лото 33 (альбом Slim)                | 1 июня 2014      |
| «Без тебя»                                            | без альбома                          | 20 сентября 2016 |
| «Солнце» (feat. Александр Ревва)                      | Бабушка лёгкого поведения (OST)      | 17 августа 2017  |

## Видеография
| Год                     | Клип                                                     | Режиссёр                       | Альбом                      |
| Как главный исполнитель | Как главный исполнитель                                  | Как главный исполнитель        | Как главный исполнитель     |
| ----------------------- | -------------------------------------------------------- | ------------------------------ | --------------------------- |
| 2002                    | «Ненавижу»                                               | Марат Черкасов                 | «Глюк’oZa Nostra»           |
| 2003                    | «Невеста»                                                | Андрей Евдокимов               | «Глюк’oZa Nostra»           |
| 2003                    | «Глюк’oZa Nostra»                                        | Андрей Евдокимов               | «Глюк’oZa Nostra»           |
| 2004                    | «Ой-oй»                                                  | Максим Фадеев                  | «Москва»                    |
| 2004                    | «Снег идёт»                                              | Андрей Евдокимов               | «Москва»                    |
| 2005                    | «Швайне»                                                 | Андрей Евдокимов               | «Москва»                    |
| 2005                    | «Москва»                                                 | Максим Фадеев                  | «Москва»                    |
| 2006                    | «Свадьба»                                                | Андрей Евдокимов               | «Лучшие песни»              |
| 2008                    | «Бабочки»                                                | Алан Бадоев                    | «Транс-форма»               |
| 2008                    | «Танцуй, Россия!!!»                                      | Максим Фадеев                  | «Транс-форма»               |
| 2008                    | «Дочка»                                                  | Максим Фадеев                  | «Транс-форма»               |
| 2009                    | «Деньги»                                                 | Максим Фадеев                  | без альбома                 |
| 2010                    | «Вот такая любовь»                                       | Максим Фадеев, Евгений Курицын | «Транс-форма»               |
| 2010                    | «Как в детстве»                                          | Максим Фадеев                  | «Транс-форма»               |
| 2011                    | «Взмах» / «High Sign»                                    | Александр Чернов               | «Транс-форма»               |
| 2011                    | «Хочу мужчину»                                           | Юрий Курохтин                  | «Транс-форма»               |
| 2011                    | «Следы слёз»                                             | Максим Фадеев                  | «Транс-форма»               |
| 2012                    | «Мой порок»                                              | Максим Фадеев                  | «Транс-форма»               |
| 2012                    | «Ко$ка»                                                  | Алан Бадоев                    | без альбома                 |
| 2013                    | «Возьми меня за руку»                                    | Максим Фадеев                  | без альбома                 |
| 2013                    | «Бабочки» (feat. Смоки Мо)                               | Олег Червоняк                  | «Младший» (альбом Смоки Мо) |
| 2013                    | «Хочешь сделать мне больно?»                             | Максим Фадеев                  | без альбома                 |
| 2014                    | «Зачем»                                                  | Максим Фадеев, Евгений Курицын | без альбома                 |
| 2015                    | «Пой мне, ветер»                                         | Станислав Морозов              | без альбома                 |
| 2016                    | «Согрей»                                                 | Максим Фадеев, Евгений Курицын | без альбома                 |
| 2016                    | «Я буду тайною»                                          | Ирма Польских, Евгений Курицын | без альбома                 |
| 2016                    | «Без тебя»                                               | Ирма Польских, Евгений Курицын | без альбома                 |
| 2017                    | «Пахну лишь тобой» (feat. Artik & Asti)                  | Макс Китаев                    | без альбома                 |
| 2017                    | «Таю»                                                    | Роман Прыгунов                 | без альбома                 |
| 2017                    | «Таю (Dance Remix)» (Mood video)                         | нет данных                     | без альбома                 |
| 2018                    | «Жу-жу» / «Жу-жу (Family Edit)» (feat. «Ленинград» & ST) | Илья Найшуллер                 | без альбома                 |
| 2018                    | «Фэн-шуй»                                                | Таня Муиньо                    | без альбома                 |
| 2019                    | «Танцевач»                                               | Станислав Морозов              | без альбома                 |
| 2020                    | «Заноза»                                                 | Данила Головкин                | без альбома                 |
| 2020                    | «Мурашки»                                                | Дмитрий Черкозянов             | без альбома                 |
| 2020                    | «Фан» (Mood video)                                       | Андрей Царь                    | без альбома                 |
| 2021                    | «Мотыльки» (feat. Kyivstoner)                            | Алексей Бовкун                 | без альбома                 |
| 2021                    | «Руки-бёдра» (Mood video)                                | нет данных                     | без альбома                 |
| 2022                    | «Ebobo»                                                  | Алексей Бовкун                 | без альбома                 |
| 2022                    | «Да-ди-дам» (Mood video)                                 | нет данных                     | без альбома                 |
| 2022                    | «Пати экзотика»                                          | нет данных                     | без альбома                 |
| 2022                    | «Антистресс»                                             | Антон Меньшиков                | без альбома                 |
| Как актриса             |                                                          |                                |                             |
| 2001                    | «Лети за мной» (Максим Фадеев)                           | Максим Осадчий                 | «The Red One: Triumph»      |
| 2001                    | «Молодые ветра» (7Б)                                     | Максим Рожков                  | «Молодые ветра»             |
| 2002                    | «Детство» (Юрий Шатунов)                                 | Максим Рожков                  | «Седая ночь»                |
| 2014                    | «Хипстер» (Би-2)                                         | Ирина Миронова                 | «#16плюс»                   |
| 2018                    | «Лаллипап» (Pharaoh)                                     | Пак Волчек                     | «Pink Phloyd»               |
| 2021                    | «Ла Ла Ла» (Клава Кока)                                  | Тарас Голубков                 | без альбома                 |

## Туры
- Глюк’oZa Nostra (2003—2005)
- Москва (2005—2006)
- NowБОЙ (2010—2012)
- Танцуй Россия (неизвестно)

Промо/мини туры:
- Джинс Тур[73] (2004)

## Фильмография
| Год       |     | Русское название                                  | Оригинальное название                             | Роль                                  |
| --------- | --- | ------------------------------------------------- | ------------------------------------------------- | ------------------------------------- |
| 1996—2000 | с   | Ералаш                                            | Ералаш                                            | различные роли                        |
| 2000      | ф   | Триумф                                            | Triumph: The Red One                              | Тина                                  |
| 2003      | ф   | Осторожно, модерн! 2004                           | Осторожно, модерн! 2004                           | Натали (озвучивание)                  |
| 2004      | док | Глюк'oZa. Энциклопедия                            | Глюк'oZa. Энциклопедия                            | камео                                 |
| 2004      | ф   | Ночь в стиле Disco                                | Ночь в стиле Disco                                | камео                                 |
| 2005      | ф   | Ночь в стиле детства                              | Ночь в стиле детства                              | камео                                 |
| 2006      | ф   | 1-й Скорый                                        | 1-й Скорый                                        | Мэрилин Монро                         |
| 2007      | ф   | Руд и Сэм                                         | Руд и Сэм                                         | Маша                                  |
| 2007      | ф   | Призрак мыльной оперы                             | Призрак мыльной оперы                             | камео                                 |
| 2009      | мф  | Монстры против пришельцев                         | Monsters vs. Aliens                               | Сюзан Мёрфи / Гигантика (озвучивание) |
| 2009      | док | Бесконечный Ералаш                                | Бесконечный Ералаш                                | камео                                 |
| 2010      | ф   | Русский Голливуд: Бриллиантовая рука 2            | Русский Голливуд: Бриллиантовая рука 2            | певица                                |
| 2013      | ф   | Война Принцессы                                   | Война Принцессы                                   | Тина                                  |
| 2015      | мф  | Савва. Сердце воина                               | Савва. Сердце воина                               | Пусик (озвучивание)                   |
| 2017      | с   | Воронины                                          | Воронины                                          | камео                                 |
| 2017      | ф   | Бабушка лёгкого поведения                         | Бабушка лёгкого поведения                         | Люба                                  |
| 2018      | док | Михаил Галустян. Понять и простить                | Михаил Галустян. Понять и простить                | камео                                 |
| 2019      | ф   | Бабушка лёгкого поведения 2. Престарелые мстители | Бабушка лёгкого поведения 2. Престарелые мстители | Люба                                  |
| 2019      | ф   | Жара                                              | Жара                                              | камео                                 |
| 2021      | с   | Кошмары музыкантов                                | Кошмары музыкантов                                | Менеджер                              |
| 2021      | ф   | Прабабушка лёгкого поведения. Начало              | Прабабушка лёгкого поведения. Начало              | Вика                                  |
| 2022      | ф   | Моя ужасная сестра                                | Моя ужасная сестра                                | Юля                                   |
| 2022      | ф   | Любовники                                         | Любовники                                         | Вера                                  |
| 2022      | с   | ИП Пирогова                                       | ИП Пирогова                                       | камео                                 |
| 2023      | ф   | Моя ужасная сестра 2                              | Моя ужасная сестра 2                              | Юля                                   |
| 2024      | ф   | Поймай собаку, если сможешь                       | Поймай собаку, если сможешь                       | Алина Колечкина                       |

## Телевидение

### Ведущая
- «Золотой граммофон на Первом» (как приглашённая соведущая Андрея Малахова)
- 2008-2009 — «Детские шалости» на СТС
- 2010 — «Золушка 2.0» на MTV Россия[74]
- 2023 — «Бьюти баттл» на ТНТ[75][76]

### Участие в телепроектах
- «Хорошие песни» и «Хорошие шутки»[источник не указан 719 дней] на СТС
- 2006 — «10 лет во Вселенной», юбилейный концерт группы «Иванушки International» на Первом канале (песня «Я его ищу»)
- 2006 — «Звёзды на льду» на Первом канале (в паре с Антоном Сихарулидзе)
- «Вечер памяти Микаэла Таривердиева» на Первом канале (песни «Маленький принц» в 2006 году и «Снег идёт» в 2011 году[77])
- 2012 — «Танцы со звёздами» (в паре с Евгением Папунаишвили; стали победителями шоу)[9]
- 2022 — «Аватар» на НТВ (аватар «Алиса»)
- 26 ноября 2022 — «Пятеро на одного» на телеканале «Россия-1»
- ноябрь 2024 — участие в съёмках шоу телеканала ТНТ «Сокровища императора» (ведущие — Михаил Галустян и Ольга Бузова). Певица взяла с собой на шоу своего гримёра Анну Магсумову. Шоу, съёмки которого проходили в г. Чжэнчжоу (провинция Хэнань, КНР), вышло в эфир 6 апреля 2025 года.

## Награды и номинации
| Год  | Награда                                            | Работа                                        | Номинация                                   | Результат                       | Прим.         |
| ---- | -------------------------------------------------- | --------------------------------------------- | ------------------------------------------- | ------------------------------- | ------------- |
| 2003 | Золотой граммофон                                  | «Невеста»                                     | Лауреат                                     | Победа                          | [ 78 ]        |
| 2003 | Песня года                                         | «Невеста»                                     | Лауреат                                     | Победа                          | [ 79 ]        |
| 2003 | Стопудовый хит                                     | «Невеста»                                     | Лауреат                                     | Победа                          | [ 80 ]        |
| 2003 | MTV EMA                                            | «Глюк’oZa»                                    | Лучший российский исполнитель               | Победа                          |               |
| 2003 | ZD Awards                                          | «Глюк’oZa»                                    | Дебют года                                  | Победа                          | [ 81 ]        |
| 2003 | ZD Awards                                          | «Глюк’oZa»                                    | Лучший танцевальный проект                  | Победа                          | [ 81 ]        |
| 2004 | Золотой граммофон                                  | «Жениха хотела» (с Веркой Сердючкой)          | Лауреат                                     | Победа                          | [ 78 ]        |
| 2004 | Золотой граммофон                                  | «Ой, ой»                                      | Лауреат                                     | Победа                          | [ 78 ]        |
| 2004 | Премия Муз-ТВ                                      | «Глюк’oZa»                                    | Прорыв года                                 | Победа                          |               |
| 2004 | Премия Муз-ТВ                                      | «Глюк’oZa Nostra»                             | Лучший альбом                               | Номинация                       |               |
| 2004 | Премия Муз-ТВ                                      | «Невеста»                                     | Лучшее видео                                | Номинация                       |               |
| 2004 | Рекордъ                                            | «Глюк’oZa Nostra»                             | Альбом года                                 | Победа                          | [ 82 ] [ 83 ] |
| 2004 | Рекордъ                                            | «Глюк’oZa Nostra»                             | Дебют года                                  | Победа                          | [ 82 ] [ 83 ] |
| 2004 | MTV RMA                                            | «Глюк’oZa»                                    | Лучший артист                               | Номинация                       | [ 84 ]        |
| 2004 | MTV RMA                                            | «Глюк’oZa»                                    | Лучший поп-проект                           | Номинация                       | [ 84 ]        |
| 2004 | MTV RMA                                            | «Глюк’oZa Nostra»                             | Лучшее видео                                | Номинация                       | [ 84 ]        |
| 2004 | MTV RMA                                            | Глюкоза                                       | Лучшая исполнительница                      | Номинация                       | [ 84 ]        |
| 2004 | ZD Awards                                          | Глюкоза                                       | Солистка года                               | Номинация                       | [ 85 ]        |
| 2005 | Движение                                           | Глюкоза                                       | Лучший артист                               | Победа                          | [ 86 ]        |
| 2005 | Золотой граммофон                                  | «Юра»                                         | Лауреат                                     | Победа                          | [ 78 ]        |
| 2005 | Премия Муз-ТВ                                      | «Глюк’oZa»                                    | Лучшая поп-группа                           | Номинация                       |               |
| 2005 | Премия Муз-ТВ                                      | «Снег идёт»                                   | Лучшая песня                                | Номинация                       |               |
| 2005 | Премия Муз-ТВ                                      | «Снег идёт»                                   | Лучшее видео                                | Номинация                       |               |
| 2005 | MTV RMA                                            | «Глюк’oZa»                                    | Лучший поп-проект                           | Номинация                       | [ 87 ]        |
| 2005 | MTV RMA                                            | «Швайне»                                      | Лучшее видео                                | Номинация                       | [ 87 ]        |
| 2005 | MTV RMA                                            | Глюкоза                                       | Лучшая исполнительница                      | Номинация                       | [ 87 ]        |
| 2006 | Астра                                              | Глюкоза                                       | Стиль в музыке. Певица                      | Номинация                       | [ 88 ] [ 89 ] |
| 2006 | Золотой граммофон                                  | «Свадьба»                                     | Лауреат                                     | Победа                          | [ 78 ]        |
| 2006 | Песня года                                         | «Свадьба»                                     | Лауреат                                     | Специальный приз Аллы Пугачёвой | [ 8 ] [ 79 ]  |
| 2006 | MTV RMA                                            | Глюкоза                                       | Лучшая исполнительница                      | Номинация                       | [ 90 ]        |
| 2008 | Песня года                                         | «Бабочки»                                     | Лауреат                                     | Победа                          | [ 91 ]        |
| 2008 | Самые стильные в России по версии журнала «Hello!» | Наталья Чистякова-Ионова (Глюкоза)            | Богемный шик                                | Номинация                       |               |
| 2008 | Elle Style Awards                                  | Глюкоза                                       | Эфирное создание                            | Победа                          | [ 92 ]        |
| 2008 | Top 10 Glossy                                      | Глюкоза                                       | Экран                                       | Победа                          | [ 93 ]        |
| 2009 | Песня года                                         | «Деньги»                                      | Лауреат                                     | Победа                          | [ 91 ]        |
| 2010 | Женщина года по версии журнала «Glamour»           | Наталья Чистякова-Ионова (Глюкоза)            | Дива года                                   | Победа                          | [ 94 ]        |
| 2010 | Самые стильные в России по версии журнала «Hello!» | Наталья Чистякова-Ионова (Глюкоза)            | Классика                                    | Победа                          | [ 95 ]        |
| 2010 | Top 10 Sexy                                        | Наталья Чистякова-Ионова (Глюкоза)            | Шоу-бизнес                                  | Победа                          | [ 96 ]        |
| 2012 | Женщина года по версии журнала «Glamour»           | Глюкоза                                       | Певица года                                 | Номинация                       |               |
| 2012 | Премия RU.TV                                       | «Кошка»                                       | Лучший видеоклип                            | Номинация                       |               |
| 2012 | Премия RU.TV                                       | «Мой порок»                                   | Самое сексуальное видео                     | Номинация                       |               |
| 2013 | Женщина года по версии журнала «Glamour»           | Наталья Чистякова-Ионова (Глюкоза)            | Модница года                                | Номинация                       |               |
| 2013 | Золотой граммофон                                  | «Возьми меня за руку»                         | Лауреат                                     | Победа                          | [ 78 ]        |
| 2015 | Женщина года по версии журнала «Glamour»           | Наталья Чистякова-Ионова (Глюкоза)            | Дива года                                   | Номинация                       |               |
| 2015 | Золотой граммофон                                  | «Невеста»                                     | Юбилейная премия                            | Победа                          |               |
| 2015 | Премия Муз-ТВ                                      | «Зачем»                                       | Лучшее женское видео                        | Номинация                       |               |
| 2015 | Премия RU.TV                                       | «Зачем»                                       | Dolce vita                                  | Номинация                       |               |
| 2015 | Премия RU.TV                                       | Глюкоза                                       | Лучшая певица                               | Номинация                       |               |
| 2016 | Премия Муз-ТВ                                      | «Пой мне, ветер»                              | Лучшее женское видео                        | Номинация                       |               |
| 2016 | Реальная премия MusicBox                           | «Я буду тайною»                               | Клип года                                   | Номинация                       |               |
| 2016 | Самые стильные в России по версии журнала «Hello!» | Наталья Чистякова-Ионова (Глюкоза)            | Self-made woman                             | Победа                          | [ 97 ]        |
| 2016 | OK! Awards «Больше чем звёзды»                     | Глюкоза                                       | Главный герой. Музыка                       | Номинация                       |               |
| 2016 | OK! Awards «Больше чем звёзды»                     | Наталья Чистякова-Ионова и Александр Чистяков | Пара десятилетия                            | Победа                          | [ 66 ]        |
| 2018 | Женщина года по версии журнала «Glamour»           | Наталья Чистякова-Ионова (Глюкоза)            | Прорыв года                                 | Номинация                       |               |
| 2018 | Реальная премия MusicBox                           | «Жу-жу» (с «Ленинград» и ST)                  | Креатив года                                | Номинация                       |               |
| 2018 | Самые стильные в России по версии журнала «Hello!» | Наталья Чистякова-Ионова (Глюкоза)            | Самая стильная по версии Hello.ru и Mondoro | Победа                          | [ 98 ]        |
| 2018 | Fashion People Awards телеканала FashionTV         | «Пахну лишь тобой» (с Artik & Asti)           | Fashion duet                                | Номинация                       |               |
| 2018 | Glamour Influencers Awards                         | Наталья Чистякова-Ионова (Глюкоза)            | #glam_empoweredwomen                        | Победа                          | [ 99 ]        |
| 2018 | ZD Awards                                          | «Жу-жу» (с «Ленинград» и ST)                  | Дуэт года                                   | Победа                          |               |
| 2018 | Жара Music Awards                                  | «Пахну лишь тобой» (с Artik & Asti)           | Лучший дуэт                                 | Номинация                       |               |
| 2019 | Fashion New Year Awards телеканала FashionTV       | «Танцевач»                                    | Самое стильное видео                        | Победа                          |               |

### Комментарии
1. ↑  Был снят в двух версиях, русской «Швайне» и английской «Schweine», но официально была издана только русская.
2. ↑  Было снято две версии клипа, но официально была издана только одна.